# エスワティニ料理
エスワティニ料理 (エスワティニりょうり、英語: cuisine of Eswatini) の項では、アフリカ南部の国家・エスワティニにおける食文化を解説する。

## 概要
エスワティニの食文化は、季節や地域によって大きな多様性がある。主食は、モロコシやダイズであり、しばしばこの地で非常に人気のあるヤギ肉とともに食べられる。
主な農産物はサトウキビ、タバコ、コメ、トウモロコシ、ラッカセイ等であり、ヤギ肉や牛肉も輸出している。エスワティニ人の多くは自給自足農家であり、補助的に市場から購入している。沿岸国で製造し輸入される淡水もエスワティニの食文化の一部である。地方市場では、肉のシチュー、大豆料理、軸付き焼きトウモロコシ等、伝統的なエスワティニ料理を露店で販売しているところもある。

## 伝統的な料理
- Sishwala - 通常、ヤギ肉や野菜とともに食べられる濃い粥[4]
- Incwancwa - 発酵したコーンミールから作られる酸っぱい粥
- Sitfubi - コーンミールを混ぜて加熱した新鮮な牛乳[5]
- Siphuphe setindlubu - 挽いた木の実から作る濃い粥
- Emasi etinkhobe temmbila - 発酵乳を混ぜたトウモロコシ粉
- Emasi emabele - 発酵乳を混ぜたモロコシ粉
- Sidvudvu - コーンミールを混ぜたカボチャ粥
- Umncweba - 生干し肉（ビルトン）
- Umkhunsu - 干し肉
- Siphuphe semabhontjisi - 潰した豆から作る濃い粥
- Tinkhobe - 茹でたトウモロコシ
- Umbidvo wetintsanga - カボチャの葉を挽いた木の実と混ぜたもの
- Emahewu - 発酵した薄い粥から作る飲み物
- Umcombotsi - 伝統的な製法のビール